# Ондіріський сільський округ
Онді́ріський сільський округ (каз. Өндіріс ауылдық округі, рос. Ондирисский сельский округ) — адміністративна одиниця у складі Шуського району Жамбильської області Казахстану. Адміністративний центр — село Абай.
Населення — 1520 осіб (2021; 1518 у 2009, 1668 у 1999, 1936 у 1989).
Станом на 1989 рік існувала Абайська сільська рада (село Абай). 1997 року Абайська сільська адміністрція була приєднана до складу Толебійського сільського округу, 2004 року округ був відновлений під сучасною назвою. 2020 року територія площею 16,09 км² була передана до складу Толебійського сільського округу.